# Les Garçons de la rue Paul (roman)
Pour film de 1969, voir Les Garçons de la rue Paul (film).
Les Garçons de la rue Paul, également connu sous le titre Les Gars de la rue Paul (titre original : A Pál-utcai fiúk) est un roman hongrois pour la jeunesse écrit par Ferenc Molnár, publié en 1906.
Le livre est paru en France pour la première fois en 1937 sous le titre Les Gars de la rue Paul.
Considéré comme le livre hongrois le plus connu dans le monde, et qui a rendu célèbre son auteur, ce classique de la littérature pour la jeunesse a été traduit dans de nombreuses langues et a été adapté au cinéma. En 2005 il a été classé second des romans préféré des Hongrois lors d'une enquête réalisée par le sondage littéraire The Big Read version hongroise. En hommage, plusieurs statues représentant les jeunes héros du livre, ont été érigées à Budapest.
Également destiné aux adultes, le roman se veut une dénonciation du manque d'espaces de jeux pour les enfants. Au fil du temps, des critiques y ont également vu un antimilitarisme à travers les jeunes protagonistes du roman, victimes psychologiques de la violence injuste du « système de guerre » typique des adultes.

## Résumé

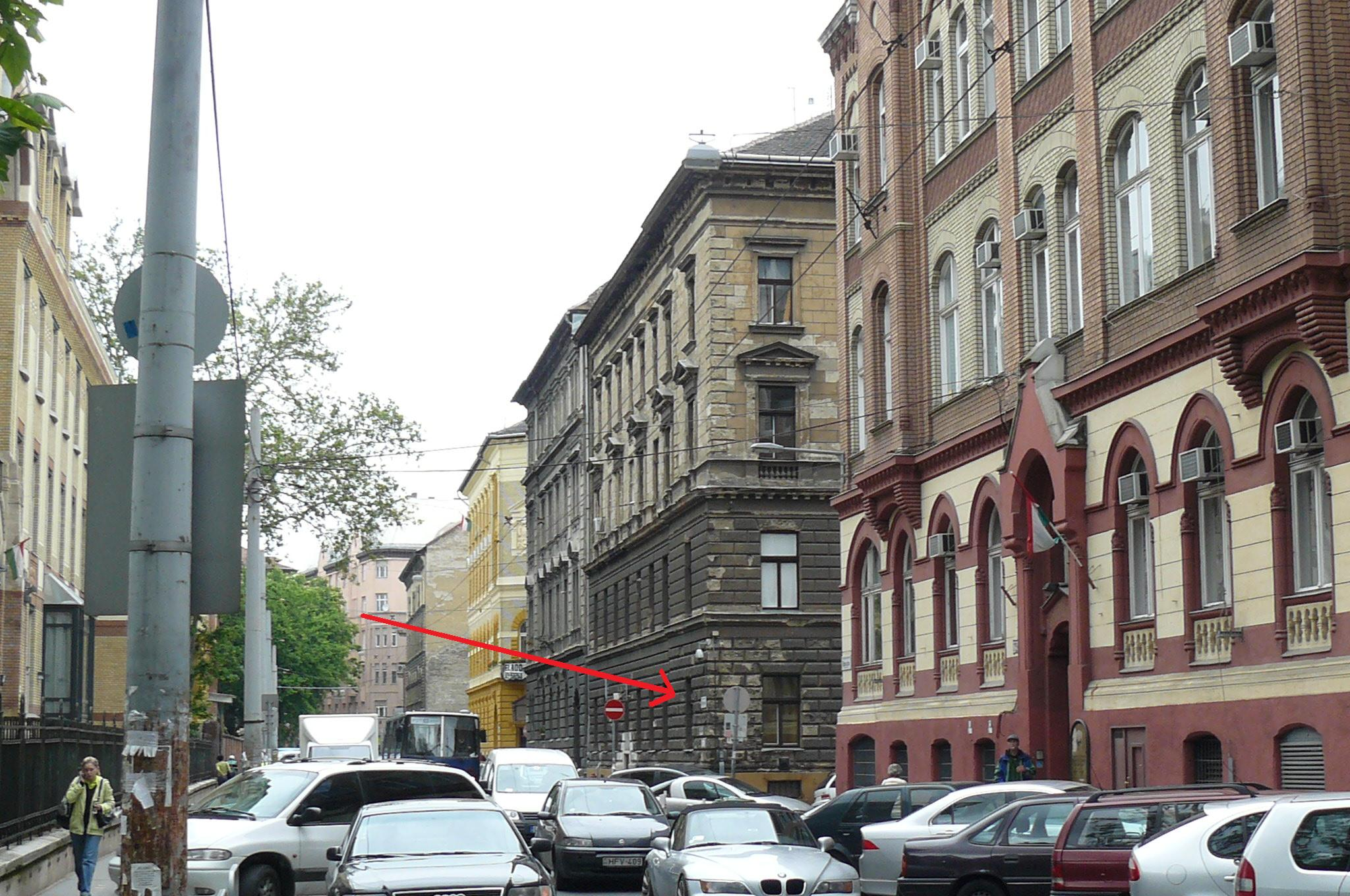
La rue de nos jours. La maison marquée d'une flèche rouge se dresse à la place du terrain vague des enfants du roman.

En 1889, à Budapest, des écoliers du quartier Józsefváros passent leur temps libre dans l'unique terrain vague de la ville, terrain qu'ils considèrent comme leur « patrie ». Aussi, lorsqu'une autre bande de garçons appelés « les Chemises rouges », tentent de s'emparer du terrain, les écoliers de Józsefváros sont obligés de se défendre à la manière militaire…

## Adaptations au cinéma et à la télévision
- 1917 : A Pál-utcai fiúk, film muet hongrois de Béla Balogh
- 1929 : A Pál-utcai fiúk, film hongrois muet de Béla Balogh (nouveau film du même réalisateur)
- 1934 : Comme les grands, film américain de Frank Borzage
- 1969 : Les Garçons de la rue Paul, film hongrois de Zoltán Fábri
- 2003 : I ragazzi della via Pál, téléfilm italien de Maurizio Zaccaro
- 2005 : A Pál-utcai fiúk, téléfilm hongrois réalisé par Ferenc Török

## Éditions françaises
- 1937 : Les Gars de la rue Paul, de François[2] Molnar ; traduit par André Adorjan et Ladislas Gara, illustrations de Tibor Gergely ; Paris, coll. « Collection Maïa », Série B ; no 21 ; Stock, 245 p. [3]

- 1958 : Les Garçons de la rue Paul, de François Molnar ; traduit par André Adorjan et Ladislas Gara, illustrations de Paul Durand ; Paris, Hachette, coll. « Bibliothèque verte » no 38, 253 p. [4]

- 1977 : Les Garçons de la rue Paul, de Ferenc Molnar ; traduit par André Adorjan et Ladislas Gara, illustrations de Paul Durand ; Paris : Hachette, coll. « Bibliothèque Rose », 250 p. [5]  (ISBN 2-01-003635-2).

- 1979 : Les Gars de la rue Paul, de Ferenc Molnar ; traduit par André Adorjan et Ladislas Gara, illustrations de Tibor Gergely ; Paris : Le Livre de poche, coll. « Le Livre de poche jeunesse » ; no 16, 250 p. [5]  (ISBN 2-253-02348-5). Réédition : Hachette, 1988  (ISBN 2-01-014779-0)

- 2007 : Les Gars de la rue Paul, de Ferenc Molnar ; traduit par André Adorjan et Ladislas Gara, illustrations de Tibor Gergely ; Paris : Hachette livre, coll. Le Livre de poche jeunesse. Classique no 16, 253 p. [6]  (ISBN 978-2-01-322474-1)

- 2024 : Les Garçons de la rue Pál, de Ferenc Molnár ; traduit par Sophie Képès, éditions Tristram, 182 p.  (ISBN 978-2-36719-100-3)